# Arnkil Skov
Arnkil Skov eller  Arnkil Fredskov er en statsskov på 75 ha ved Arnkil på den yderste del af Kær Halvø mellem Augustenborg Fjord og Alssund på øen Als. Skoven drives på en naturvenlig måde med selvforyngelse. Almindelig Bøg er den dominerende træart, særlig den østlige del af skoven har mange store ege og bøgetræer. En del af de store træer blev for nogle år siden skovet og det førte til at en hejrekoloni blev ødelagt. Cirka 5 ha af skoven henligger nu som urørt skov. 
Der er nogle få gravhøje, tuegrave, en skålsten samt et anlæg af ukendt oprindelse i skoven. Der er 3 parkeringspladser til området og fri teltning i skoven, dvs. man må overnatte overalt, bortset fra indhegninger, på fortidsminder og på stranden. Det vest  for skoven, yderst på Arnkilsøre, statsejede overdrevslignende slettearealer er på ca. 25 ha.
Ved Arnkil satte preusserne den 29. juni 1864 over Als Sund, og indledte Slaget om Als. Det var det sidste store slag, Danmark har deltaget i på dansk jord. I skoven ligger der flere soldatergrave.
Særlig skovens forårsflora er interessant med ramsløg, dansk ingefær, anemone, lærkespore og lungeurt.
Skoven har et rigt fugleliv med blandt andet: munk, dompap, gransanger, bogfinke, musvit, blåmejse, jernspurv, gulspurv, spætmejse, træløber, gærdesmutte, rødhals, hvid vipstjert, ringdue, skovskade, stor flagspætte, fiskehejre, natugle, sangdrossel, krage, stær, skarv og musvåge. Langs med kysten kan man om vinteren se toppet skallesluger, hvinand, gravand og gråand
I det sydvestlige del af overdrevsarealet er der indrettet en primitiv overnatningsplads med adgang til toilet. Fra parkeringspladsen er der en afmærket vandrerute på 4 km som går gennem skoven til Augustenborg Fjord, hvor den fortsætter mod øst til Arnkilsøre og parallelt med Als Sund tilbage til udgangspunktet.
Fra Jylland køre man over Alssundbroen og drejer af ved første rundkørsel mod Sønderborg Lufthavn og følger vejen Nørremark mod nord. Der er skiltet til Arnkil ved vejens slutning.